# Sammy Gronemann

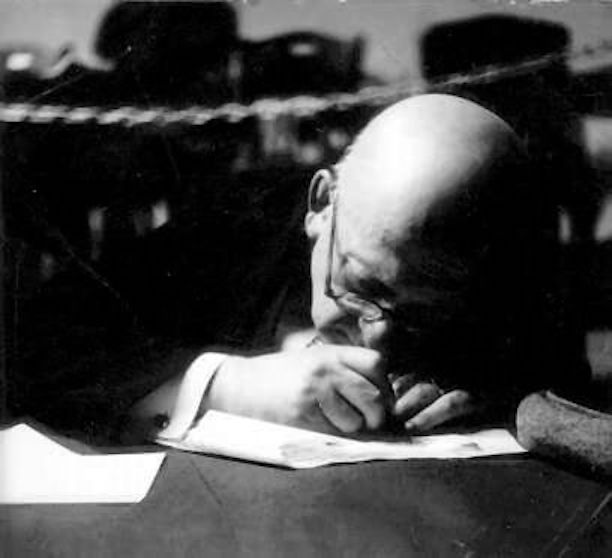
Sammy Gronemann (um 1930)

Sammy Gronemann (geb. 21. März 1875 in Strasburg, Westpreußen; gest. 6. März 1952 in Tel Aviv) war ein jüdischer deutscher und später israelischer Schriftsteller, Journalist und Rechtsanwalt sowie zionistischer Aktivist. Seine Verwechslungskomödie Der Weise und der Narr von 1942 wurde zum erfolgreichsten Stück des israelischen Theaters.

## Leben

### 1875–1933
Sammy Gronemann wurde 1875 als Sohn der aus Russland stammenden Helene Breslau und des Rabbiners Selig Gronemann (1843–1918) im westpreußischen Strasburg (heute Brodnica, Polen) geboren. Sein Vater gehörte der Neo-Orthodoxie an und hatte im Rabbinerseminar in Breslau bei Zacharias Frankel und Heinrich Graetz studiert. 1897 distanzierte er sich vom Protest deutscher Rabbiner gegen den ersten Zionistenkongress.
Den größten Teil seiner Kindheit und Schulzeit verbrachte Sammy Gronemann in Hannover. Er besuchte das Hannoveraner Lyzeum II. Einer seiner Mitschüler war Börries Freiherr von Münchhausen, der ihn u. a. zu der Figur des Christian in seinem Drama Jakob und Christian (1937) inspirierte. Dem Abitur folgte 1894 ein Jahr an der Halberstädter Klaussynagoge, einem Zentrum der Neo-Orthodoxie. Im folgenden Jahr setzte er seine Studien am Rabbinerseminar von Esriel Hildesheimer in Berlin fort, das er bald darauf abbrach, um ein Studium der Rechtswissenschaften in Berlin zu beginnen, das er 1898 abschloss. Nach einem Referendariat am Amtsgericht Nienburg wurde er 1900 als Staatsanwalt nach Hannover versetzt.
Dort nahm Gronemann erstmals an einer zionistischen Tagung teil und gründete die zionistische Ortsgruppe Hannover, die er als Delegierter auf dem fünften Zionistenkongress vertrat. Fortan nahm er als Delegierter an allen zionistischen Kongressen teil, denen er von 1911 bis 1933 als Vorsitzender des von ihm begründeten zionistischen Ehrengerichts sowie zwischen 1921 und 1946 als oberster Richter des Kongressgerichts diente. Seit 1904 vertrat er als Rechtsanwalt unter anderem Theodor Herzl, Achad Ha'am, Arthur Schnitzler und Richard Beer-Hofmann. 1906 siedelte er nach Berlin über und spezialisierte sich in Familienrecht, internationalem Recht und Urheberrecht. 1910 war er Mitbegründer und bis 1933 Syndikus des Schutzverbands deutscher Schriftsteller.
Im Alter von 14 Jahren unternahm Gronemann erste schriftstellerische Versuche, die er neben Studium und Arbeit fortsetzte: kurze Theaterstücke, Zeitungsartikel und Kurzgeschichten, die mit zionistischer Tendenz jüdische Selbstwahrnehmung thematisierten und gleichzeitig von einem charakteristischen Humor durchzogen sind, der sich dem Pathos der zionistischen Bewegung entzog, etwa in Ein Mordskerl (1904) und anderen Texten, u. a. für das zionistische Satireblatt Der Schlemiel.
Im Ersten Weltkrieg diente Gronemann nach einer Verletzung in der Presseabteilung vom Besatzungsgebiet Oberost (Białystok, Kowno, Wilna). Er suchte den Kontakt mit der jüdischen Bevölkerung, lernte die Wilnaer Truppe kennen und entwickelte gemeinsam mit deutsch-jüdischen Intellektuellen wie Arnold Zweig und Herrmann Struck ein positives Bild der sogenannten Ostjuden. Tatkräftig setzte er sich auch im deutsch-jüdischen Komitee für den Osten sowie in Schiedsgerichten für jüdische Flüchtlinge aus dem östlichen Europa ein. Außerdem unterstützte und förderte er maßgeblich die jiddische Wilnaer Truppe und das hebräische Habima-Theater in Białystok. Er gründete 1921 den Jüdischen Theaterverein Berlin, den er bis zu seiner Auflösung leitete.
Als die Weltwirtschaftskrise ab 1929 seine Anwaltstätigkeit in Mitleidenschaft zog, hoffte Gronemann angesichts des Erfolgs von Tohuwabohu, das 1930 bereits 16 Auflagen und zahlreiche Übersetzungen erlebt hatte, auf eine neue Karriere als freier Schriftsteller. Diese scheiterte mit der Ernennung Hitlers zum Reichskanzler. Gronemann floh 1933 nach Paris, wo er sich der Flüchtlingshilfe und der Etablierung zionistischer Verbände widmete. Von dort immigrierte er mit seiner Frau 1936 nach Palästina, wo er seinem Beruf als Rechtsanwalt nicht mehr nachgehen konnte und Friedensrichter wurde. Nach dem tragischen Unfalltod seiner Frau Sonja (geb. Gottesmann; 1877–1936) lebte er bei der Familie seiner Schwester Elfriede Bergel-Gronemann (1883–1958) und seines Schwagers Salo Bergel, der Eltern von Bernd Bergel. In Tel Aviv verfasste er seine Erinnerungen eines Optimisten, deren erster Teil zuerst in Hebräisch als Erinnerungen eines Jeckes, also eines deutschsprachig-jüdischen Einwanderers, erschien. Sie stellen einen bedeutenden Beitrag zur Geschichte des deutschen Zionismus dar. Zudem schrieb er sechs große Theaterstücke, darunter Der Weise und der Narr, das in der Übersetzung von Nathan Alterman unter dem Titel Shlomo ha-melekh we-Shalmai ha-sandlar (שלומה המלך ושלמי הסנדלר) zum bislang erfolgreichsten Drama der israelischen Bühne avancierte. Es ist heute aber zumeist nur noch unter dem Namen seines Übersetzers bekannt, der Name des Verfassers verschwand aus dem kollektiven Bewusstsein. Daneben schrieb Gronemann zahlreiche Einakter, Kurzgeschichten, Gedichte und Zeitungsartikel, die die Gesellschaft und Kultur des neuen Jischuw satirisch reflektierten, weiterhin auf Deutsch. Für ihn war die deutsche Sprache eine geistige Heimat und jüdische Kultursprache, die nicht hinter dem Hegemonialanspruch des Hebräischen zurückstehen sollte, der auch das Literatur- und Kulturleben der Jeckes bedrohte.

### 1933–1952
Ende März 1933 floh Sammy Gronemann mit seiner Frau Sonja, mit der er seit 1902 verheiratet war, vor den Nationalsozialisten nach Paris und wanderte 1936 in das britische Mandatsgebiet Palästina aus. Er praktizierte dort als Anwalt und Vorsitzender eines Schiedsgerichts, führte einen deutschsprachigen Salon und verfasste einige Theaterstücke wie Jakob und Christian, Heinrich Heine und sein Onkel, Der Prozess um des Esels Schatten und Der Weise und der Narr, das bis heute auf israelischen Bühnen aufgeführt wird. In diesen Theaterstücken brachte er die Probleme der palästinensischen Gegenwart zur Sprache und griff nicht nur auf biblische Stoffe und Motive zurück, sondern auch auf die griechische Antike und setzte Themen der deutsch-jüdischen Bildungstradition fort. Einflussreich waren seine Erinnerungen eines Jeckes, die zu einer Aufwertung dieser pejorativ gebrauchten Bezeichnung für die deutschen Einwanderer in Israel führte. Gronemanns Memoiren wurden 2002 und 2004, erstmals im deutschen Original, in zwei Bänden veröffentlicht; sie gelten als wichtige Quelle zur Geschichte des deutschen Zionismus. In seiner Funktion als Ehrenrichter leitete Gronemann von 1911 bis 1947 das Gericht des Zionistenkongresses und verkörperte das Gewissen der zionistischen Bewegung. Begraben wurde er auf dem Nahalat-Yitzhak-Friedhof in Givʿatajim.

## Werk

### Der satirische RomanTohuwabohu
Mit tohu wa-vohu (wüst und wirr; Gen 1,2; Jer 4,23) wird in der hebräischen Bibel (Tanach) ein mythischer, unfertiger Urzustand der Erde zu Beginn der Schöpfungsgeschichte bezeichnet. Sammy Gronemann entlehnte dieses Wort im Titel seines 1920 geschriebenen Zeitromans Tohuwabohu, der satirisch die Beziehungen zwischen deutschen und osteuropäischen Juden in Berlin beschreibt. Seine Texte, die von einem scharfsinnigen und wohlwollenden Humor geprägt sind, widmete er der literarischen Genese eines modernen jüdischen Selbstbewusstseins. In Tel Aviv, wohin er 1936 aus dem Pariser Exil emigrierte, trugen seine in deutscher Sprache verfassten Dramen maßgeblich zur Entwicklung der zionistischen Komödie sowie des israelischen Theaters bei, in dem sie teils bis heute erfolgreich sind.
Der zwischen 1916 und 1920 teils an der Ostfront des Ersten Weltkrieges entstandene Roman Tohuwabohu verschränkt die gegenseitigen Ansichten deutscher und osteuropäischer Juden. Er thematisiert moderne Transformationen jüdischer Tradition, Fragen der Assimilation und Akkulturation wie auch die Gefahren des Antisemitismus. Den Unwägbarkeiten jüdischer Existenz in Ost und West stellt der Roman die Ausbildung eines neuen Schöpfungsstadiums entgegen. In diesem sollte ein neujüdisches, d. h. zionistisches Selbstbewusstsein entstehen, vermittels dessen innerjüdische Spaltungen überwunden und die Zukunft des jüdischen Volks in einer staatlichen Heimstätte in Palästina gesichert werden sollte.
Die Handlung des Romans beginnt im Frühjahr 1903 im fiktiven, bei Wilna gelegenen Ort Borytschew mit einer Diskussion zwischen dem gesetzestreuen Jossel Schlenker und der scharfsinnigen Chane Weinstein über die religiösen Bestimmungen zum Schabbat. Dabei erweist sich Jossels halachisch fundierte Argumentation Chanes Witz und Ironie gegenüber als unterlegen. In Folge verlieben sich Jossel und Chane, heiraten und ziehen nach Berlin, um im Universitätsstudium ihrem Freiheits- und Wissensdrang zu folgen sowie der beengenden Lebenswelt des östlichen Europa, nicht aber der jüdischen Tradition zu entfliehen. Anhand ihrer Erlebnisse zeichnet Gronemann ein ebenso schillerndes wie humorvolles Porträt jüdischen Lebens in Berlin, ein Kaleidoskop grotesker Verzerrungen der jüdischen Tradition infolge der Emanzipation – so ein striktes Festhalten an rigiden religiösen Vorschriften (Halacha) auf der einen und Abfall vom Judentum durch Assimilation und Konversion auf der anderen Seite. Das von Jossel verkörperte jüdische Leben im östlichen Europa wird dabei als natürliches Gleichmaß präsentiert, an dem die Lebensformen deutscher Juden gemessen werden.
In Berlin lernt Jossel seinen Großcousin Heinz Lehnsen kennen, der in dessen Familie die zweite Generation von Konvertiten vertritt. Er lädt Heinz nach Borytschew ein, wo dieser zum ersten Mal das Pessachfest erlebt. Als beim rituellen Sederabend die Haustür symbolisch für den Propheten Elija geöffnet wird, nähert sich an seiner statt der Lärm eines Pogroms. Heinz erkennt so zwar die Notwendigkeit von Selbstwehr und politischem Handeln, doch Selbst- und Weltbild sind nachhaltig erschüttert. Nach seiner Rückkehr in Deutschland verdrängt er diese Erfahrung und reist zur Zerstreuung zum Pferderennen nach Baden-Baden. Im selben Zug entdeckt er Jossel und Chane, die er jedoch meidet. Sie treten im Gegensatz zu ihm – stellvertretend für die nichtzionistische Judenheit – als verantwortungsbewusst auf, da sie die latente Gefahr einer nicht nur im Russischen, sondern auch im Deutschen Reich existentiellen Bedrohung der Juden ernst nehmen. Das zionistische Engagement wird als Lösung dargestellt: Während Heinz’ Geschichte in Irrsal zu enden scheint, reisen Jossel und Chane nach Basel zum kreativen Wirrsal des sechsten Zionistenkongresses.
Auch in seinen Folgebüchern kritisiert Gronemann die unreflektierte Akkulturation deutscher Juden und stellt ihnen sein Idealbild der Ostjuden gegenüber, beispielsweise in Hawdoloh und Zapfenstreich (1924), das u. a. über den biografischen Hintergrund der Entstehung von Tohuwabohu an der Ostfront des Ersten Weltkriegs informiert. Später greift er wiederholt auf sein zeitdiagnostisch gemeintes »Tohuwabohu« zurück, das als Buchtitel zu einer Popularisierung dieses hebräischen Lehnwortes in der deutschen Literatur beitrug, beispielsweise in seinem dritten, nach dem jüdischen Eintopfgericht benannten Buch Schalet (1927): »Das Schöpfungsstadium des Tohuwabohu, in dem wir uns befinden, wird eines Tages überwunden sein, es wird Licht werden und vielleicht nähern wir uns merklich der Zeit der Offenbarung«.

### Das zionistische Lustspiel
Mit seinen Theatertexten begründete Gronemann noch in Deutschland die von Theodor Herzl antizipierte Gattung des zionistischen Lustspiels, das durch satirische Kritik an der Assimilation sowie parodistische Bezüge zur jüdischen wie humanistischen Bildungstradition geprägt ist. Darin verbinden sich zwei Erlösungsmotive des jüdischen Festkalenders: das Purimmotiv der karnevalesken Umkehr hierarchischer Verhältnisse in der Diaspora sowie das Pessachmotiv des Auszugs aus Ägypten und der Rückkehr in das Land Israel.
Beispielsweise erzählt sein 1926 veröffentlichtes und bereits um 1900 von Martin Buber kommissioniertes Purimspiel Hamans Flucht den Traum eines assimilierten Judenknaben namens Heinz, der zwar auf der Esthergeschichte basiert, in dem aber Haman seiner Hinrichtung am Galgen entgeht. Heinz verfolgt ihn durch verschiedene Epochen einer lachrymosen jüdischen Geschichtsschreibung, in denen sich Haman stets als das verkörperte Prinzip hinter antijüdischen historischen Figuren wie Vespasian, Torquemada oder Hitler verbirgt. Schließlich versteht Heinz, dass die Verfolgung von Antisemitismus nicht zum Ende der Judenverfolgungen führt; im Gegenteil: Allein der Judenstaat könne die bürgerliche Emanzipation der Juden garantieren. So zeigt die Schlussszene jüdische Ackerbauern in Palästina, während Haman sich im Hintergrund erhängt. Mit diesem Ausblick verbindet Gronemann das zionistische Pessachmotiv der Rückkehr in das Land Israel mit der diasporischen Tradition des jiddischen Purimspiels, das er in der deutschen Literatur zur zionistischen Komödie entwickelte, die ihre größten Erfolge auf der hebräischen Bühne feierte.
Ein weiteres Beispiel ist die 1937 in Palästina abgeschlossene Verwechslungskomödie Jakob und Christian, die Gronemanns ersten internationalen Dramenerfolg darstellt. Es ist die Geschichte zweier vertauschter Säuglinge, von denen einer als orthodoxer Jude aufwächst, während der andere sich zum Nationalsozialisten entwickelt. Dreißig Jahre nach ihrer Geburt begegnen sie sich wieder und erfahren von ihrer Vertauschung. In Adaption des rabbinischen Diktums ad de-lo yada (wörtl. »bis zur Bewusstlosigkeit«; Talmud Bavli), d. h. bis keine Unterscheidung mehr zwischen »Verflucht sei Haman« und »Gesegnet sei Mordechai« mehr möglich ist – bleibt schließlich offen, wer von beiden Jude und wer Nichtjude ist. In dieser satirischen Umkehrung führt Gronemann einerseits die nationalsozialistische Rassenideologie ad absurdum, andererseits wird in Christian auch der assimilierte deutsche Jude dargestellt, der sich mit seiner Gegenfigur, dem stereotypen »Ostjuden« Jakob, versöhnt.

### Drama in Israel
»Das jüdische Volk kehrt derzeit von einer Welttournee zurück. Es spielte in allen Theatern große und kleine Rollen und kehrt nun zurück, um in seinem eigenen Theater zu spielen“, verkündete Gronemann im Jahre 1935, und schloss: „Hiermit endet die Komödie und beginnt das Drama«. Unter dieser metaphorischen »Komödie« verstand er das Sozialdrama der Vernachlässigung jüdischer Tradition in der Akkulturation und Selbstverleugnung (Selbsthass), dessen ironische Reflexion – und dadurch auch Bewältigung – er mit seinen Dramen anstrebte. Sie spiegeln insgesamt den Konflikt zwischen der jüdischen Besiedlung Palästinas und der Kontinuität jüdischer Traditionen in der Diaspora. Darin diagnostizierte er eine diasporische Mentalität bei seinen Zeitgenossen, die sich ihm in einem mangelnden Demokratiebewusstsein, im Kleinkrieg der Parteien sowie in ideologischer Verblendung ausdrückten, die zu „[Wahl-]Fälschungen und Terror“ führten, für die er auch den Sprachenkampf des Hebräischen verantwortlich machte.
Diese Beobachtungen hatte Gronemann in seiner Funktion als jahrzehntelanger oberster Kongressrichter gemacht – ein Posten, der ihm unter anderem den Ruf des „institutionalisierten Gewissens der zionistischen Bewegung“ einbrachte. Zu diesem Aspekt seiner Biographie sowie zur Geschichte und Funktion dieser Institution existieren noch keine Forschungen. Dabei war Gronemann einer der wichtigsten Rechtsanwälte sowie Funktionäre des Zionismus in Deutschland. In Tel Aviv verlagerte sich seine juristische Aktivität und Suche nach Gerechtigkeit in sein Drama. Bekannt wurde er dort als „Aristophanes der zionistischen Bewegung“, sowie, aufgrund seiner Vorbilder in der jiddischen Literatur, als „Shalom Aleichem der Jeckes.“ So hebt sich Gronemann – durch Witz und das humoristische Werk – von dem durch ein melancholisches Pathos geprägten frühen deutschen Zionismus und dessen Literatur ab. In seinen Dramen avancierte dabei neben der erwähnten Verschränkung der beiden Erlösungsparadigmata von Purim und Pessach auch die talmudische Suspendierung desr biblischen Todesstrafe zu einem Leitmotiv seiner Stücke – zu einer Zeit, in der die Helden des frühen israelischen Dramas tragische Opfertode für das Vaterland starben und die Identifizierung mit jüdischen Märtyreridealen propagierten.
Seinen größten und bis heute andauernden Erfolg hatte Gronemann mit der Verwechslungskomödie Der Weise und der Narr von 1942 – das bislang erfolgreichsten Stück des israelischen Theaters. Der Narr Schemadai (hebr. Shalmai) ist eine Reinkarnation der diasporischen Schlemihlfigur, die bereits in den hebräischen Aufführungen von Hamans Flucht seine Premiere auf der israelischen Bühne hatte. Nach dem Rollentausch mit König Salomo wendet Schemadai die Regierungsgeschäfte zu einem Besseren, während Salomo die Welt außerhalb seines Palasts kennenlernt. Jeweils um die Perspektive des anderen bereichert, kehren beide, wiederum in der charakteristischen Dramaturgie dialektischer Empathie, dankbar in ihr ursprüngliches Leben zurück. In der Vertonung von Sascha Argov und unter Ergänzung von Nathan Altermans Couplets gilt Gronemanns Komödie seit der Kameri-Aufführung von 1964 als das erste erfolgreiche Musical Israels. Das bedeutet aber auch, dass eine der bedeutendsten deutschsprachigen Komödien in Tel Aviv geschrieben wurde, auf dem Höhepunkt der Schoah.
In Gronemanns letztem Drama – Die Königin von Saba – verschiebt sich die Spannung zwischen deutschen und osteuropäischen Juden, die seit Tohuwabohu in fast allen Werken zu beobachten ist, zu der zwischen europäischen und orientalischen Juden (Misrachim). 1951 in der Übersetzung Chaim Cheffers und in der Vertonung von Alexander Abramowitsch uraufgeführt, wurde das Stück – eine Fortsetzung von Der Weise und der Narr – das erste israelische Musical. Ein Jahr darauf starb Gronemann und hinterließ seinen vollständigen Nachlass, der jedoch größtenteils verloren ging, darunter der Targum Onkel S. – ein satirisches Lyrik-Epos, das im Spiegel biblischer Legenden Werdegang und Entstehung des Zionismus im jüdischen Durcheinander der Moderne nacherzählt. Zugrunde liegt dieser humorvollen Kritik eine ernstere, die in einem postum veröffentlichten Text von 1953 zum Ausdruck kommt. Darin zeigt sich Gronemann gegen Ende seines Lebens von der Verwirklichung des zionistischen Ideals im Staat Israel ernüchtert. Er prangert die repressive Sprachpolitik an, unter der neben der arabisch-jüdischen und -israelischen Bevölkerung vor allem deutsch- und jiddischsprachige Israelis zu leiden hatten. Er merkt an, dass es ihm als einem »alten Vorkämpfer der nationalzionistischen Idee« angesichts der von ihm in Israel als faschistisch wahrgenommenen Mentalität schwerfalle, »nicht zu verzweifeln«, und scheute nicht vor schwerwiegenderen Vorwürfen zurück. Dennoch zeigte er sich weiterhin zuversichtlich: »Die Freiheit des Gedankens und der Rede, die Freizügigkeit in jedem Sinne, werden wenn irgendwo in der Welt, in Jisrael verwirklicht werden, wenn nicht in dieser Generation, so in einer späteren, die sich von den Schlacken des Exils freigemacht haben wird«. Eine solche Befreiung der Gedanken in Reflexion und zum Ausdruck eines neujüdischen Selbstbewusstseins probten seine Theaterstücke vermittels Humor, denn, so Gronemann: »letztlich lacht der Mensch über sich selbst«.

## Werke (Auswahl)
- Gesammelte Dramen. Gronemann. Kritische Gesamtausgabe. Bd. 1. Hg. Jan Kühne. Oldenbourg: De Gruyter 2018. ISBN 978-3-11-051867-2.
- Tohuwabohu. Gronemann. Kritische Gesamtausgabe. Bd. 2. Hrsg. v. Jan Kühne und Joachim Schlör. De Gruyter, Oldenbourg 2019. ISBN 978-3-11-062937-8.
- Hawdoloh und Zapfenstreich. Erinnerungen an die ostjüdische Etappe 1916–18. Roman. Jüdischer Verlag, Berlin 1924. Neuauflage Königstein/Ts.: Jüdischer Verlag Athenäum, 1984. ISBN 3-7610-0364-1.
- Schalet. Beiträge zur Philosophie des „Wenn schon“. 1927. Hrsg. v. Joachim Schlör. Neuauflage Reclam, Leipzig 1998. ISBN 3-379-01619-5.
- Erinnerungen. Hrsg. v. Joachim Schlör. Philo, Berlin 2002. ISBN 3-86572-268-7.
- Erinnerungen an meine Jahre in Berlin. Hrsg. v. Joachim Schlör. Philo, Berlin 2004. ISBN 3-8257-0350-9.
- Erinnerungen. Ms., Auszug, in: Monika Richarz (Hrsg.): Jüdisches Leben in Deutschland. Band 2: Selbstzeugnisse zur Sozialgeschichte im Kaiserreich. DVA, Stuttgart 1979, S. 391–418.